# (137) Мелибея
(137) Мелибея (др.-греч. Μελίβοια) — довольно большой астероид главного пояса, который принадлежит к тёмному спектральному классу C. Мелибея возглавляет одноимённое семейство астероидов и является самым крупным его представителем. Он был обнаружен 21 апреля 1874 года Иоганном Пализой в Австро-венгерской морской обсерватории в Пуле и назван в честь Мелибеи из Эфеса или других  персонажей с этим именем из древнегреческой мифологии. Это второй из открытых Пализой астероидов.

Орбита астероида Мелибея и его положение в Солнечной системе
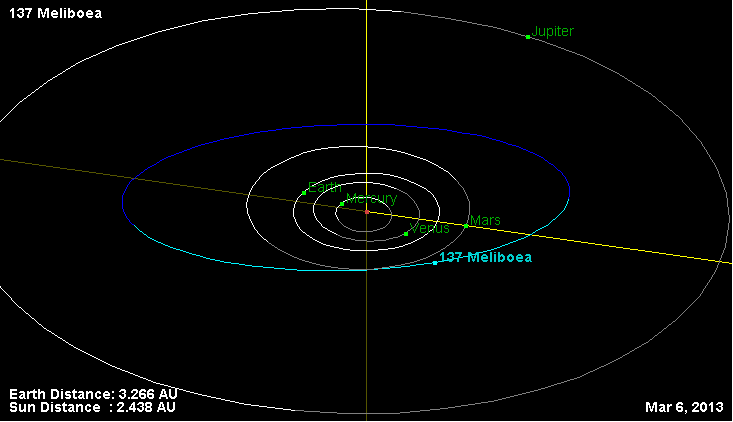
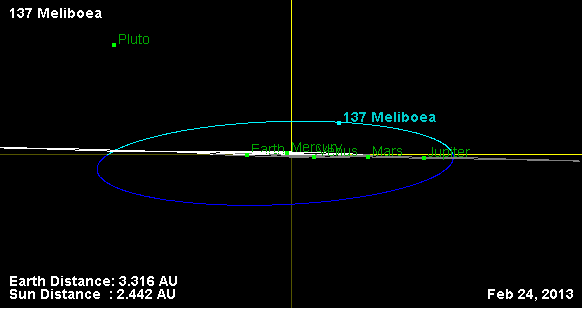